# 王瑳
王瑳，南北朝南朝陈官员，琅邪郡临沂县人。
王瑳在陈朝担任散騎常侍、侍中。陈后主即位后，王瑳与义阳王陈叔达、通直散骑常侍陈暄、尚书孔范、度支尚书袁权、散骑常侍王儀、金紫光禄大夫陈褒、御史中丞沈瓘等人经常在宫中陪侍皇帝游宴，当时人都称他们为狎客。王瑳刻薄贪婪，嫉贤妒能，谗害人才。陈朝灭亡时，隋朝晋王杨广杀死陈朝沈客卿、施文庆、暨慧景、阳惠朗、徐哲五佞人，而王瑳、王仪、孔范、沈瓘，因为罪恶没有显露，故免于处罚。他们随陈后主至长安，事情败露，隋文帝因他们奸佞谄惑，于是公布他们的罪恶，说他们是四罪人，流放到边远地区，以此向吴、越地区之人谢罪。